# Aukusti Sihvola
Aukusti Sihvola, né le 7 mars 1895 à Sippola et mort le 18 juin 1947 à Luumäki, est un lutteur finlandais pratiquant la lutte libre.

## Palmarès
Aukusti Sihvola obtient la médaille d'argent olympique en lutte libre en 1928 à Amsterdam en catégorie poids lourds ; il s'agit de sa seule participation à un tournoi majeur international. Il est aussi sextuple champion de Finlande de lutte libre.